# Žalm 122

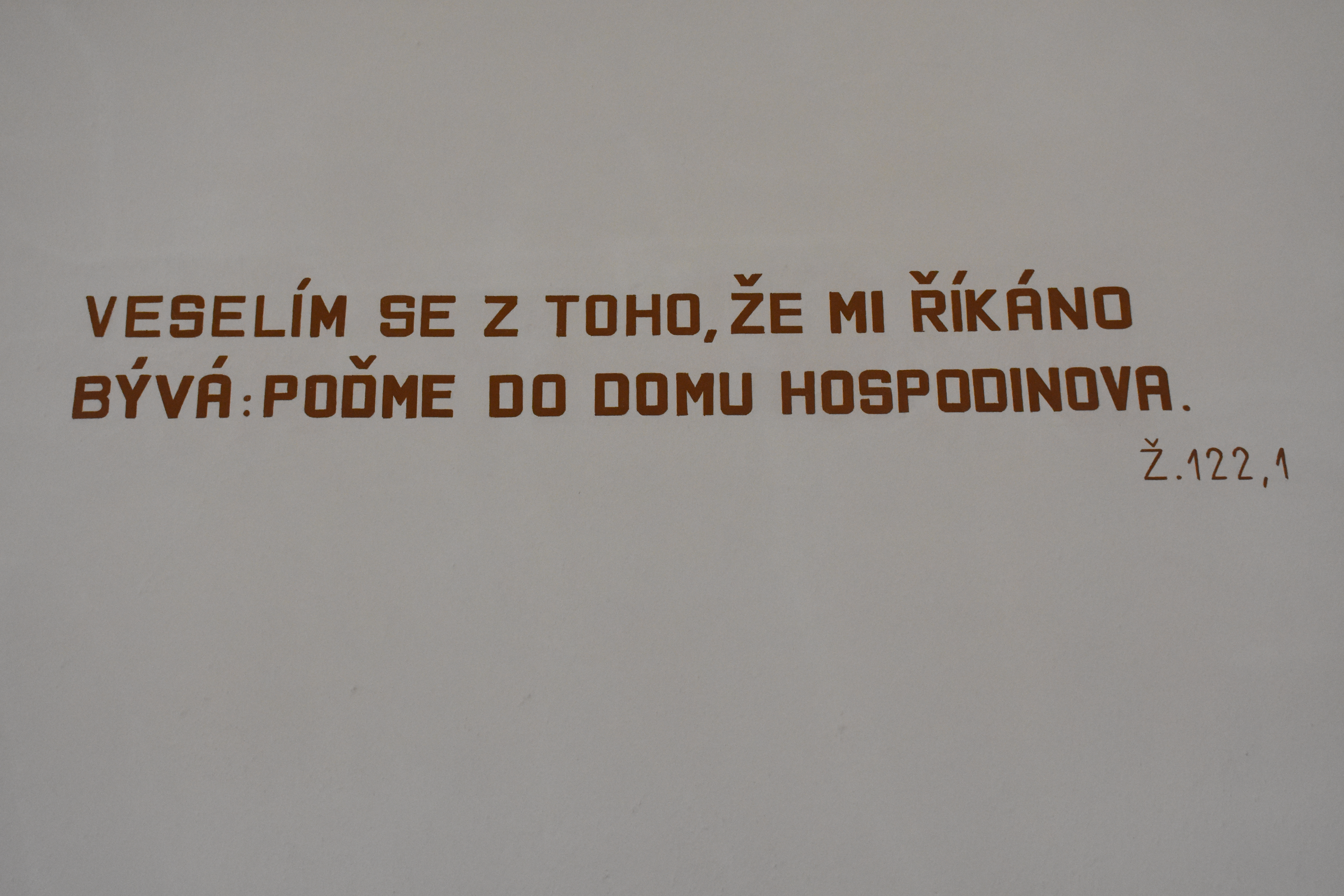
Úryvek ze žalmu 122 na zdi evangelického kostela v Krucemburku

Žalm 122 (Zaradoval jsem se, když mi řekli: Půjdem do Hospodinova domu!, lat. Laetatus sum, podle řeckého překladu žalm 121) je součástí starozákonní Knihy žalmů. 

## Text
| verš | hebrejský originál                                   | český překlad                                                                                           | latinský překlad (Vulgata)                                                                   |
| ---- | ---------------------------------------------------- | --- | -------------------------------------------------------------------------------------------- |
| 1    | שִׁיר הַמַּעֲלוֹת, לְדָוִד:שָׂמַחְתִּי, בְּאֹמְרִים לִי-- בֵּית יְהוָה נֵלֵךְ     | Poutní píseň, Davidova. Zaradoval jsem se, když mi řekli: Půjdem do Hospodinova domu!                   | [Canticum graduum huic David] Lætatus sum in his quæ dicta sunt mihi in domum Domini ibimus  |
| 2    | עֹמְדוֹת, הָיוּ רַגְלֵינוּ-- בִּשְׁעָרַיִךְ, יְרוּשָׁלִָם                   | A naše nohy již stojí ve tvých branách, Jeruzaléme.                                                     | Stantes erant pedes nostri in atriis tuis Hierusalem                                         |
| 3    | יְרוּשָׁלִַם הַבְּנוּיָה-- כְּעִיר, שֶׁחֻבְּרָה-לָּהּ יַחְדָּו                  | Jeruzalém je zbudován jako město semknuté v jediný celek.                                               | Hierusalem quæ ædificatur ut civitas cujus participatio ejus in id ipsum                     |
| 4    | שֶׁשָּׁם עָלוּ שְׁבָטִים, שִׁבְטֵי-יָהּ--עֵדוּת לְיִשְׂרָאֵל: לְהֹדוֹת, לְשֵׁם יְהוָה | Tam nahoru vystupují kmeny, Hospodinovy to kmeny, Izraeli na svědectví, vzdát Hospodinovu jménu chválu. | Illic enim ascenderunt tribus tribus Domini testimonium Israhel ad confitendum nomini Domini |
| 5    | כִּי שָׁמָּה, יָשְׁבוּ כִסְאוֹת לְמִשְׁפָּט: כִּסְאוֹת, לְבֵית דָּוִד            | Tam jsou postaveny soudné stolce, stolce Davidova domu.                                                 | Quia illic sederunt sedes in iudicium sedes super domum David                                |
| 6    | שַׁאֲלוּ, שְׁלוֹם יְרוּשָׁלִָם; יִשְׁלָיוּ, אֹהֲבָיִךְ                      | Vyprošujte Jeruzalému pokoj: Kéž v klidu žijí ti, kdo tě milují!                                        | Rogate quæ ad pacem sunt Hierusalem et abundantia diligentibus te                            |
| 7    | יְהִי-שָׁלוֹם בְּחֵילֵךְ; שַׁלְוָה, בְּאַרְמְנוֹתָיִךְ                      | Kéž je na tvých valech pokoj, kéž se tvé paláce těší klidu!                                             | Fiat pax in virtute tua et abundantia in turribus tuis                                       |
| 8    | לְמַעַן, אַחַי וְרֵעָי-- אֲדַבְּרָה-נָּא שָׁלוֹם בָּךְ                    | Pro své bratry, pro své druhy vyhlašuji: „Budiž v tobě pokoj!“                                          | Propter fratres meos et proximos meos loquebar pacem de te                                   |
| 9    | לְמַעַן, בֵּית-יְהוָה אֱלֹהֵינוּ-- אֲבַקְשָׁה טוֹב לָךְ                 | Pro dům Hospodina, našeho Boha, usiluji o tvé dobro.                                                    | Propter domum Domini Dei nostri quæsivi bona tibi                                            |

## Užití v liturgii

### V křesťanství
V římskokatolické církvi se užívá při modlitbě hodinek během nešpor v sobotu čtvrtého týdne a během mše svaté při slavnosti Ježíše Krista Krále.

### V judaismu
V judaismu je žalm recitován při svátku sukot, šabat a mišna.

## Užití v hudbě
Mezi významná hudební zpracování žalmu 122 patří díla těchto autorů:
- Claudio Monteverdi
- Jean-Baptiste Lully, částečně v Jubilate Deo
- Marc-Antoine Charpentier,  H.161 (1670)
- Michel Richard Delalande (1699)